# برایتون
برایتون (به انگلیسی: Brighton) نام بخش اصلی شهر برایتون اند هوو در ساسکس شرقی در سواحل جنوبی بریتانیای کبیر است.  و بر اساس آمار ۲۰۱۸ جمعیتی بالغ بر ۲۹۰٬۳۹۵ دارد.
قدمت این بخش از لحاظ باستانی با استناد به مطالعات انجام شده (۱۰۸۶ میلادی) به پیش از تاریخ یاد شده بازمی‌گردد اما از قرن ۱۸ به عنوان یک اقامت‌گاه سالم و جایی برای استراحت مورد توجه قرار گرفت و در سال ۱۸۴۱ پس از وصل شدن به راه‌آهن، مسافرت‌های کوتاه زیادی به این محل می‌شود.